# Mundulea
Mundulea là một chi thực vật có hoa trong họ Đậu. Nó thuộc phân họ Faboideae.

## Các loài
- Mundulea sericea